# 石部公男
石部公男（いしべ きみお、1943年 - ）は、日本の経済学者、元聖学院大学政治経済学部コミュニティ政策学科教授、明治学院大学・東京神学大学兼任講師、専門（経済学・マクロ経済学、中国経済事情、情報科学）、聖学院大学名誉教授、学校法人聖学院監事、公益財団法人賀川事業団雲柱社監事、、

## 経歴
- 1968年 明治学院大学大学院経済学研究科修了、経済学修士

## 主な著作
- 現代簿記学習I、明光社、昭和46年7月
- 教育からの経済、学文社、昭和50年4月
- 経済学と情報、学文社、昭和50年4月
- 事務合理化の進め方‐百万人のオフィスオートメンション-（共著）、同文館出版、昭和56年7月
- 商業経済2　指導書（共著）、実教出版、昭和56年11月
- 商業経済演習ノート（共著）、実教出版、昭和57年3月
- 経済学新講、学文社、昭和57年9月
- 商業教育用語辞典（共著）、多賀出版、昭和58年3月
- システム設計入門（共著）、同文館出版、昭和59年10月
- システム設計入門〔改訂版〕（共著）、同文館出版、昭和62年4月
- 事務系のためのコンピュータ入門（共著）、同文館出版、昭和62年10月
- リーディングスエコノミックスシリーズ「経済学」-理論と思想-（共著）、学文社、平成元年3月
- 情報処理の基礎　一太郎の活用法（共著）、共立出版、平成3年7月
- 情報処理の基礎‐LOTUS 1-2-3の活用法-（共著）、共立出版、平成4年8月
- 入門　モンゴル国（共著）、（株）平原社、平成4年11月
- インターネット時代のプログラミング（共著）、ヴェリタス書房、1999年3月
- 基礎から学ぶパソコンリテラシー（共著）、ヴェリタス書房、平成13年4月
- 経済学の知識から将来を読む（共著）、ヴェリタス書房、2008年4月
- 友愛の政治経済学Brotherhood Economics（賀川豊彦著　英文）（共訳）コープ出版　2009年6月

## 所属学会
- パソコン利用技術学会・JPCATs（理事）
- 賀川豊彦学会（理事・会長）
- 日本経済学会